# Бріншеш
Бріншеш (порт. Brinches; МФА: [ˈbɾĩ.ʃɨʃ]) — парафія в Португалії, у муніципалітеті Серпа. Розташована в південній частині країни, на теренах історичної португальської провінції Алентежу. Входить до складу округу Бежа. За адміністративним поділом, чинним до 1976 року, терени парафії були складовою провінції Нижнє Алентежу. Належить до Безької діоцезії Католицької церкви. Патрон — Діва Марія. Площа — 92,4018 км². Населення — 1039 ос. (2011). Слабо урбанізований регіон. Густота населення — 11,24 осіб/км²
. Код — 021302.

## Населення
| Кількість мешканців | Кількість мешканців | Кількість мешканців | Кількість мешканців | Кількість мешканців | Кількість мешканців | Кількість мешканців | Кількість мешканців | Кількість мешканців | Кількість мешканців | Кількість мешканців | Кількість мешканців | Кількість мешканців | Кількість мешканців | Кількість мешканців |
| ------------------- | ------------------- | ------------------- | ------------------- | ------------------- | ------------------- | ------------------- | ------------------- | ------------------- | ------------------- | ------------------- | ------------------- | ------------------- | ------------------- | ------------------- |
| 1864                | 1878                | 1890                | 1900                | 1911                | 1920                | 1930                | 1940                | 1950                | 1960                | 1970                | 1981                | 1991                | 2001                | 2011                |
| 1 640               | 1 825               | 2 039               | 1 959               | 2 111               | 2 197               | 2 548               | 3 081               | 3 238               | 2 881               | 1 911               | 1 775               | 1 427               | 1 175               | 1 039               |